# Assuntela Messina
Assunta Carmela Messina, detta Assuntela (Barletta, 29 dicembre 1964), è una politica italiana.
È stata senatrice della Repubblica nella XVIII legislatura e sottosegretaria di Stato al Ministero dell'innovazione tecnologica e la transizione digitale dal 1º marzo 2021 al 22 ottobre 2022 nel governo Draghi.

## Biografia
Figlia dell'ex-sindaco democristiano di Barletta Armando Messina, ha conseguito una laurea in lettere presso l'Università di Bari, con una tesi su Pier Paolo Pasolini, e un dottorato di ricerca in lettere alla Sapienza di Roma. Insegnante di letteratura e latino al liceo scientifico "Carlo Cafiero" di Barletta, nel 2007 è tra i fondatori del Partito Democratico (PD), primo partito di cui ha la tessera.
Già membro della segreteria provinciale del PD, alle parlamentarie del 2012 per la scelta dei candidati del PD alle elezioni politiche del 2013 è la prima dei non eletti. Nel 2014 viene nominata vicepresidente dell'Assemblea regionale del PD Puglia.
Nel 2015 è tra gli insegnanti che si oppongono alla riforma scolastica Buona scuola del governo Renzi, mentre nel 2016 viene nominata presidente dell'Assemblea regionale del PD pugliese. 
Alle elezioni politiche del 2018 viene candidata al Senato della Repubblica, tra le liste del Partito Democratico nel collegio plurinominale Puglia - 01, venendo eletta senatrice. Nella XVIII legislatura della Repubblica è stata componente e segretaria della 13ª Commissione permanente (Territorio, ambiente, beni ambientali), oltreché membro della Commissione parlamentare antimafia.
Il 25 febbraio 2021 viene indicata come sottosegretario di Stato al nuovo ministero dell'innovazione tecnologica e la transizione digitale nel governo Draghi, nominata dal Consiglio dei Ministri il 1º marzo e affiancando il ministro Vittorio Colao.
Alle elezioni politiche anticipate del 2022 non si ricandida al Parlamento, in quanto esclusa dalle liste del Partito Democratico.